# Ji Seong-ho

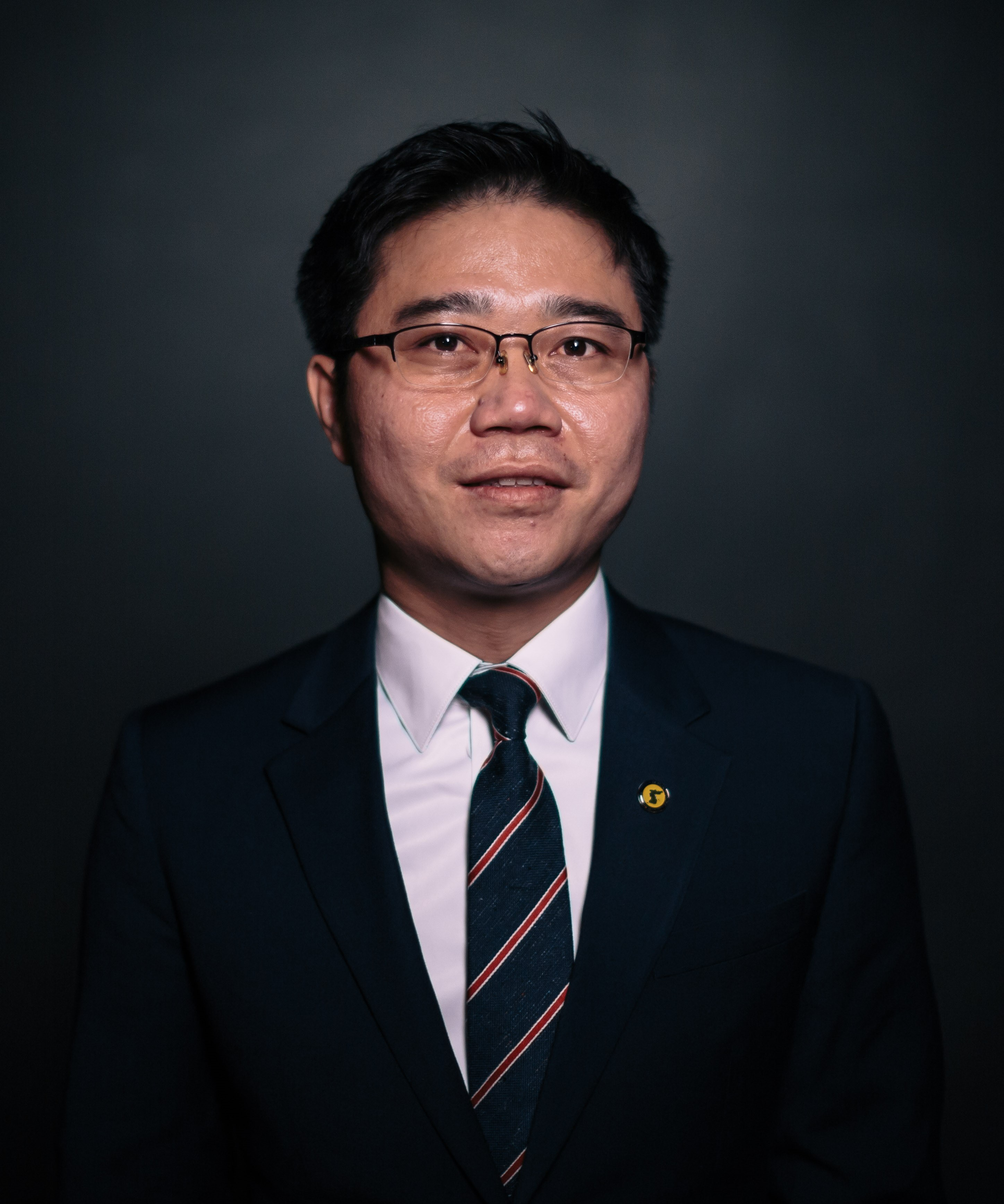
Ji Seong-ho im Januar 2018

Ji Seong-ho (* 1982 in Nordkorea) ist ein südkoreanischer Politiker und nordkoreanischer Flüchtling. Bei der Parlamentswahl in Südkorea 2020 wurde er als Abgeordneter der Mirae-hanguk-Partei, der Satellitenpartei der größeren Mirae-tonghap-Partei, über die Parteiliste in die Gukhoe gewählt.

## Biographie
Ji soll 1982 in der Nähe des Konzentrationslager Haengyŏng geboren sein. In seiner Jugend hat er regelmäßig Kohle aus Zügen gestohlen und versuchte, sie auf den Märkten gegen Lebensmittel einzutauschen. Am 7. März 1996 bei einem dieser Ausflüge auf einem Zug, stahl er mit seiner Mutter und seiner Schwester Kohle, verlor jedoch beim Sprung von einem Waggon zum anderen das Bewusstsein und fiel durch eine Lücke zwischen den Waggons hinunter. Hierdurch wurde er schwer verletzt. Er verlor dabei fast sein Bein und drei seiner Finger an seiner linken Hand. Eine mehr als vierstündige Operation wurde ohne Narkose durchgeführt. Seine linke Hand wurde nicht versucht zu retten, die Ärzte entschlossen sie komplett zu entfernen. Jis Vater, der bis dahin glühender Anhänger der Partei der Arbeit Koreas war, änderte seine Einstellung nach diesem Vorfall. Ji benötigte zehn Monate um halbwegs genesen zu sein.
Einmal überquerte Ji die Grenze in die Volksrepublik China versehentlich auf der Suche nach Nahrung. Bei seiner Rückkehr wurde er verhaftet, gefoltert und seine Krücken wurden ihm weggenommen. Er behauptet aufgrund seiner Verletzung schlimmer gefoltert worden zu sein.
Jis Mutter und Schwester sind 2004 aus Nordkorea geflüchtet. Im Jahr 2006 flohen er und sein Bruder und überquerten den Tumen nach China. Ji ertrank dabei fast im Fluss. Sein Vater versuchte auf die gleiche Weise nach China zu gelangen, wurde jedoch gefasst und zu Tode gefoltert.

### Leben in Südkorea
Nach seiner Ankunft konvertierte Ji zum Christentum und gründete die Organisation Now, Action, Unity, Human Rights (NAUH). Er hat verschiedene Projekte initiiert, um Nordkoreanern, die sich noch im Norden befinden, sowie solchen, die in den Süden geflohen sind, zu helfen.
Im Dezember 2014 sprach Ji vor dem House of Commons. 2018 war Ji einer der Ehrengäste von Präsident Donald Trump anlässlich der State of the Union Address.
Am 15. April 2020 wurde er als Abgeordneter in die Gukhoe gewählt und gehört dem Gremium neben Thae Yong-ho als einer von aktuell zwei ehemaligen Nordkoreanern an.